# Martin Landau
Martin Landau, född 20 juni 1928 i Brooklyn i New York, död 15 juli 2017 i Los Angeles, var en amerikansk skådespelare. Landau är känd för sina roller i TV-serierna På farligt uppdrag (1966–1969) och Månbas Alpha (1975–1977).
Martin Landau var ursprungligen serietecknare vid New York-tidningen Daily News. Han var bland annat assistent på den tecknade familjeserien The Gumps. Han studerade vid Actors Studio i tre år och framträdde sedan på scen, film och TV.
Landau erhöll en Oscar för rollen som Bela Lugosi i filmen Ed Wood (1994). Han har därutöver blivit nominerad två gånger för filmerna Tucker - en man och hans dröm (1988) och Små och stora brott (1989).
Landau var gift med Barbara Bain 1957–1993. Bain spelade också med i På farligt uppdrag och Månbas Alpha.
Landau har gästskådespelat i mängder av TV-serier som exempelvis Mannen från U.N.C.L.E., Mord och inga visor och Bröderna Cartwright.

## Filmografi i urval
- 1959 – Stormeld
- 1959 – I sista minuten
- 1959 – Lusthuset (The Gazebo)
- 1961 – Bröderna Cartwright (TV-serie) (avsnittet "The Gift")
- 1962 – Stagecoach to Dancers' Rock
- 1963 – Decision at Midnight
- 1963 – Cleopatra
- 1965 – Mannen från Nasaret
- 1965 – Hallelujatåget (The Hallelujah Trail)
- 1966 – Mannen från U.N.C.L.E. (TV-serie) (avsnittet "The Bat Cave Affair")
- 1966 – Nevada Smith
- 1966–1969 – På farligt uppdrag (TV-serie) (76 avsnitt)
- 1970 – Man kallar mig MR. Tibbs!
- 1973 – Columbo: Double Shock (TV-film)
- 1975–1977 – Månbas Alpha (TV-serie) (48 avsnitt)
- 1982 – Ensam i mörkret (Alone in the Dark)
- 1984 – Mord och inga visor (TV-serie) (avsnittet "Birds of a Feather")
- 1987 – Alfred Hitchcock presenterar (TV-serie) (avsnittet "The Final Twist")
- 1988 – Tucker - en man och hans dröm
- 1989 – Små och stora brott
- 1990 – Hakkorsets långa skugga (TV-film, Max and Helen)
- 1993 – Sliver
- 1994 – Ed Wood
- 1995 – Josef (TV-film)
- 1996 – Maktspel
- 1996 – Pinocchios äventyr
- 1998 – Arkiv X: Fight the Future
- 1999 – EDtv
- 2001 – The Majestic
- 2003 – Brottsplats Hollywood
- 2004–2009 – Brottskod: Försvunnen (TV-serie) (fem avsnitt)
- 2006–2008 – Entourage (TV-serie) (fyra avsnitt)
- 2012 – Frankenweenie (röst)